# Cytherella ovularia
Cytherella ovularia är en kräftdjursart. Cytherella ovularia ingår i släktet Cytherella och familjen Cytherellidae. Inga underarter finns listade i Catalogue of Life.